# 颱風白海豚 (2008年)
| 太平洋颱風季             |
| 主題頁 - 專題 - 編輯指南 |

颱風白海豚（英語：Typhoon Dolphin，國際編號：0822，聯合颱風警報中心：27W，菲律賓大氣地球物理和天文服務管理局：Ulysses，中國大陸及香港譯作白海豚）是2008年太平洋颱風季的一個熱帶氣旋，亦是2008年太平洋颱風季最後一個熱帶氣旋。「白海豚」是香港提供的名稱，意思是生活在珠江口水域的中華，亦是香港的吉祥物。白海豚是從溫帶氣旋轉化而成的熱帶氣旋，與2013年強烈熱帶風暴桃芝形成方式相同，此情況在西北太平洋上甚為罕見。
取代因技術性原因而遭退役的欣欣。

## 發展過程及路徑
2008年12月3日，一低壓區在關島西北面海域形成，它迅速向東北移動並轉化為一個溫帶氣旋。12月4日，該溫帶氣旋移至北緯30度附近，即威克島以北附近，並向東移動，中心風力增強至烈風程度。它移至東經170度附近轉向東南移。12月8日，日本氣象廳將它升格為熱帶低氣壓，指它由一個溫帶氣旋轉化為一個熱帶氣旋。12月9日，由於水氣不足，它逐漸減弱，日本氣象廳將它降格為低壓區。12月10日，日本氣象廳將它重新升格為熱帶低氣壓。同日聯合颱風警報中心把它確認為熱帶低氣壓，並給予編號27W，菲律賓大氣地理天文部門將白海豚命名為「Ulysses」。
12月11日，熱帶低氣壓27W掠過關島以南海域。12月12日，聯合颱風警報中心將27W升格為熱帶風暴。當日下午，日本氣象廳將白海豚升格為熱帶風暴，並命名為「白海豚」。同日白海豚進入香港天文台責任範圍，香港天文台評定白海豚為熱帶低氣壓。當日晚上，香港天文台亦將白海豚升格為熱帶風暴。
12月15日，日本氣象廳及香港天文台先後將白海豚升格為強烈熱帶風暴，並於同日內再將它升格為颱風，聯合颱風警報中心亦有跟隨。白海豚一直採取西移路線，當時多個部門的預測顯示白海豚將移向菲律賓，但受到東北季候風影響，白海豚在菲律賓以東海域改向西北偏北移動。之後白海豚再轉向北或東北的移動路線，並重返太平洋海域。
12月17日，颱風白海豚減弱為強烈熱帶風暴，在西風帶影響下向東北偏東移動，時速約20公里，移向硫磺島，橫過西北太平洋。12月18日，白海豚進一步減弱為熱帶風暴。
由於白海豚離開香港天文台的責任範圍，因此天文台於12月18日下午2時45分為白海豚作出最後報告。白海豚於12月19日變回溫帶氣旋，2日後（12月21日）正式消散。

## 影響

### 菲律賓
12月16日，當日颱風白海豚只在菲律賓以東海域徘徊，沒有正面吹襲菲律賓。但一艘載有98名乘客的郵輪在菲律賓海域沉沒，菲律賓當局作出搜救行動，並於當日證實最少有23人因海浪太大而造成沉船意外而死亡，並計算31人失蹤。
其後於12月18日，菲律賓當局再次作出搜救行動，並證實死亡人數增加至45人，仍有8人失蹤。

## 外部連結
- http://www.cwb.gov.tw/ （页面存档备份，存于）
- http://www.jma.go.jp/en/typh/（页面存档备份，存于）
- http://www.hko.gov.hk/wxinfo/currwx/tc_posc.htm （页面存档备份，存于）